# 純白彩永
純白 彩永（ましろ さな）は、日本のAV女優、元グラビアアイドル。Bstar所属。MOODYZ専属。

## 略歴
2025年6月3日の自身のXでグラビアアイドルからセクシー女優に転身することを発表した。
2025年7月1日にMOODYZ専属でAVデビュー。好きなものはK-POPアイドル。韓国語を独学しており、簡単なものであれば読める。高校3年から胸が大きくなった。
6月23日週FANZA動画フロアランキングにおいてデビュー作が1位を記録した。6月30日週同ランキングでは10位にランクインした。
同年7月28日週FANZA通販フロアランキングにて、『イッてもイッてもイカされガクブルエクスタシー！はじめての追撃絶頂 純白彩永』が初登場5位ランクイン。

## 人物
- 趣味は映画鑑賞[6]。
- 休日は家に居るか友達と食事に行く[6]。
- 性格はおっとりしている[6]。
- 初体験は17歳の時でその時好きな人とその人の家で。性の目覚めは高校生の時だった[6]。

## 作品

### アダルトビデオ
2025年
- 新人 現役女子大生 専属 億超えルーキーHカップ 純白彩永 AV Debut！（7月1日、MOODYZ）[7]
- ぜーんぶ初体験！！セックス開発 3本番Special！！ 純白彩永（8月5日、MOODYZ）[8]